# Élections régionales de 1979 à Brême
Les élections régionales de 1979 à Brême (en allemand : Bürgerschaftswahl in Bremen 1979) se tiennent le dimanche 7 octobre 1979, afin d'élire les 100 députés de la 10e législature du Bürgerschaft pour un mandat de quatre ans.
Le scrutin est marqué par une nouvelle victoire du SPD, au pouvoir depuis la fin de la Seconde Guerre mondiale, du président du Sénat Hans Koschnick, qui confirme sa majorité absolue en sièges pour la deuxième fois. Avec l'élection de quatre députés de la BGL, les écologistes obtiennent leur toute première représentation parlementaire en Allemagne.

## Mode de scrutin
Le Bürgerschaft est constitué de 100 députés (en allemand : Mitglied der Bürgerschaft, MdB), élus pour une législature de quatre ans au suffrage universel direct et suivant le scrutin proportionnel de Hare.
Chaque électeur dispose d'une voix, qui lui permet de voter en faveur d'une liste de candidats présentée par un parti au niveau de sa circonscription, le Land en comptant deux : Brême et Bremerhaven.
Lors du dépouillement, les 80 sièges de Brême et les 20 sièges de Bremerhaven sont répartis en fonction des voix récoltées au niveau de la ville, à condition qu'un parti ait remporté 5 % des voix au niveau de la circonscription concernée.

## Campagne

### Partis politiques
| Parti | Parti                                                                              | Chef de file                        | Résultat en 1975           |
| ----- | ---------------------------------------------------------------------------------- | ----------------------------------- | -------------------------- |
|       | Parti social-démocrate d'Allemagne Sozialdemokratische Partei Deutschlands         | Hans Koschnick (Président du Sénat) | 48,8 % des voix 52 députés |
|       | Union chrétienne-démocrate d'Allemagne Christlich Demokratische Union Deutschlands | Bernd Neumann                       | 33,8 % des voix 35 députés |
|       | Parti libéral-démocrate Freie Demokratische Partei                                 | Horst-Jürgen Lahmann                | 13,0 % des voix 13 députés |

## Résultats

### Voix et sièges
| Parti                             | Parti                                        | Voix    | Voix  | Sièges  | Sièges        | Sièges | Sièges | Sièges |
| Parti                             | Parti                                        | Votes   | %     | Députés | +/-           |        |        |        |
| --------------------------------- | -------------------------------------------- | ------- | ----- | ------- | ------------- | ------ | ------ | ------ |
|                                   | Parti social-démocrate d'Allemagne (SPD)     | 201 129 | 49,43 | 52      | en stagnation |        |        |        |
|                                   | Union chrétienne-démocrate d'Allemagne (CDU) | 129 985 | 31,94 | 33      | 2             |        |        |        |
|                                   | Parti libéral-démocrate (FDP)                | 43 730  | 10,75 | 11      | 2             |        |        |        |
|                                   | Liste verte de Brême (BGL)                   | 20 909  | 5,14  | 4       | Nv            |        |        |        |
|                                   | Autres                                       | 11 158  | 2,74  | 0       | en stagnation |        |        |        |
|                                   |                                              |         |       |         |               |        |        |        |
| Votes valides                     | Votes valides                                | 406 911 | 99,45 |         |               |        |        |        |
| Votes blancs et nuls              | Votes blancs et nuls                         | 2 233   | 0,55  |         |               |        |        |        |
| Total                             | Total                                        | 409 144 | 100   | 100     | en stagnation |        |        |        |
| Abstentions                       | Abstentions                                  | 112 272 | 21,53 |         |               |        |        |        |
| Nombre d'inscrits / participation | Nombre d'inscrits / participation            | 521 416 | 78,47 |         |               |        |        |        |